# 1186 Turnera
Turnera (asteróide 1186) é um asteróide da cintura principal com um diâmetro de 35,56 quilómetros, a 2,6918636 UA. Possui uma excentricidade de 0,1082265 e um período orbital de 1 915,54 dias (5,25 anos).
Turnera tem uma velocidade orbital média de 17,14326393 km/s e uma inclinação de 10,75844º.
Esse asteróide foi descoberto em 1 de Agosto de 1929 por Cyril Jackson.